# Tûranor PlanetSolar (schip, 2010)
De Tûranor PlanetSolar is het grootste schip ooit gebouwd dat werkt op enkel zonne-energie. Het was in 2012 het eerste schip dat rond de wereld reisde op enkel zonne-energie.
De Tûranor PlanetSolar werd ontworpen door LOMOcean Design en gebouwd door Knierim Yachtbau in Kiel, Duitsland, waar het op 31 maart 2010 te water werd gelaten.

## Karakteristieken
| Karakteristieken | |
| ---------------- | --- |
| Klasse & type    | Jacht |
| Deplacement      | 85 metrische ton |
| Lengte           | 31 m (35 m met flaps) |
| Breedte          | 15 m (23m met flaps) |
| Voortstuwing     | 2 Permanente Magneet Synchronische Elektromotoren - 60 kW elks (max) @ 1600 toeren per minuut 2 Permanente Magneet Synchronische Elektromotoren - 10 kW elks (max) @ 1000 toeren per minuut |
| Snelheid         | 14 knopen (26 km/h; 16 mph) (max) 7.5 knopen (13.9 km/h; 8.6 mph) (cruise) |
| Bemanning        | 4 tot 6 |
| Kostprijs        | €12,5 miljoen |

De Tûranor PlanetSolar wordt voortgestuwd door twee motoren van 60 kW die een 5-bladige schroef aandrijven tegen 600 toeren per minuut. Hierdoor komt men tot een topsnelheid van 14 knopen (26 km/h) met een gemiddelde snelheid van 5 knopen. De totale energieconsumptie bedraagt 20 kW (17 kW voor de motoren en 3 kW voor de rest van het schip).
De elektriciteit wordt opgewekt door 30.000 zonnecellen die een oppervlakte van 512 m2 hebben. Deze genereren 93 kW energie. Het schip heeft een heleboel lithium-ion batterijen die zo'n 8,5 ton wegen, hierdoor kan het schip dag en nacht doorvaren zelfs bij bewolkt weer.

## Wereldreis

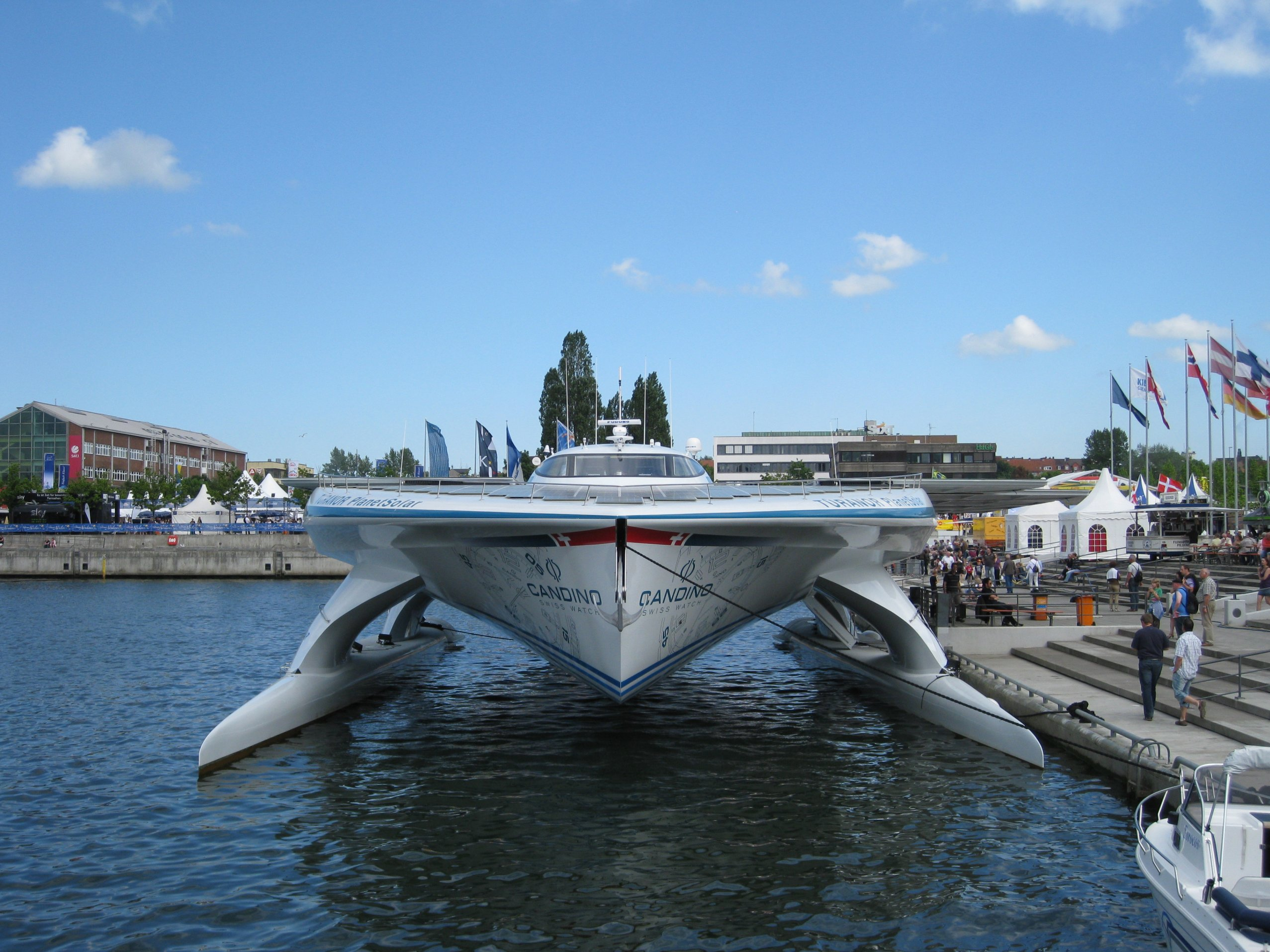
PlanetSolar in vooraanzicht

Op 27 september 2010 begon de Tûranor PlanetSolar in Monaco aan een wereldreis die 584 dagen zou duren. Dit is gebeurd met een crew die bestond uit slechts zes personen. Tijdens de expeditie zijn er twee wereldrecords verbroken: de snelste oversteek van de Atlantische Oceaan voor een vaartuig op zonne-energie, en de langste afstand ooit afgelegd met een voertuig op zonne-energie.
Tijdens de reis is er één serieus technisch defect geweest, waardoor het schip twee weken aan de ketting lag in een Aziatische haven.

## Toekomst
Wegens de hoge kostprijs van 15 miljoen dollar is het niet waarschijnlijk dat er meer van zulke schepen zullen gebouwd worden. Niettemin kunnen ingenieurs veel leren van de Tûranor. Bepaalde principes zouden op andere schepen toegepast kunnen worden.
Na zijn wereldreis zou het schip een herinrichting krijgen om aan toeristen verhuurd te kunnen worden. Het jacht zou in het Middellandse Zeegebied varen met een vierkoppige bemanning en tot 12 passagiers.
Het schip is nu verder uitgerust met kite, waterstofgasproductie, schroefrecuperatie en AI. Het noemt nu "MS Porrima" en is terug op zee. Een analoge boot is de "Energy Observer".